# Albert Bunjaku
Albert Bunjaku, est un footballeur international kosovar né le 29 novembre 1983 à Gjilan, au Kosovo. Il évolue comme attaquant pour le club de Viktoria Cologne.

## Carrière
Il joue actuellement au poste d'attaquant au 1. FC Nuremberg en Bundesliga, après avoir évolué au Rot-Weiss Erfurt notamment, où il s'est révélé comme un très bon buteur. Il y avait notamment marqué les esprits en marquant un doublé au premier tour de la Coupe d'Allemagne contre le Bayern Munich, le 10 août 2008, alors qu'il n'était que remplaçant.
Il évolue à Nuremberg depuis le 2 février 2009. Arrivant en pleine confiance à la suite d'un bilan de 11 buts en 18 matchs de 3.Liga avec le Rot-Weiss Erfurt, il effectue une demi-saison décevante avec son nouveau club, où il ne jouera que 7 matchs pour seulement un petit but marqué. 
Malgré cela, son club remonte en Bundesliga et il conserve sa place au sein de l'équipe. Il marque son premier but en Bundesliga le 15 août 2009 en égalisant 1-1 contre l'Eintracht Francfort. Le 17 octobre 2009, il marque un doublé face au Hertha Berlin, ce qui permet à son équipe de l'emporter 3-0. Il semble s'être imposé en ce début de saison au sein du 1. FC Nuremberg. Le 31 octobre 2009, il permet à son club de mener 2-0 face au Werder Brême, pourtant auteur d'un très bon début de saison. Le score final sera de 2-2, avec deux buts brêmois marqués après la sortie de Bunjaku. Il semble être devenu l'un des attaquants les plus efficaces actuellement, du championnat allemand.
À la suite de ses bonnes performances, il est convoqué par Ottmar Hitzfeld en équipe de Suisse pour jouer le match de préparation à la Coupe du monde 2010 contre la Norvège le 14 novembre 2009.
Le 21 novembre 2009, il marqué un doublé sur la pelouse du champion en titre, le VfL Wolfsburg, et offre ainsi la victoire au 1. FC Nuremberg face à un adversaire très difficile à manœuvrer dans son antre. Cette belle performance lui permet de devenir le deuxième meilleur buteur ex æquo de la Bundesliga 2009-2010.
Après plus de deux mois de disette, il marque un triplé contre Hanovre 96, le 30 janvier 2010. La semaine suivante, il est de nouveau buteur face au VfB Stuttgart, mais il ne peut empêcher la défaite des siens. Grâce à sa bonne saison 2009-2010, Ottmar Hitzfeld le sélectionne pour la Coupe du monde 2010 en Afrique du Sud, à la suite du forfait de Marco Streller ou il jouera un match. Le 4 mai 2012, Bunjaku quitte le 1. FC Nuremberg pour le 1. FC Kaiserslautern où il signe un contrat de trois saisons. Il est rapidement nommé capitaine par l'entraîneur Franco Foda et forme un duo d'attaque prolifique avec Mohammadou Idrissou.

## Palmarès
- FC Schaffhouse
  - Vainqueur de la Challenge League en 2004.